# Battaglia del fiume Giordano
La battaglia del fiume Giordano fu combattuta all'inizio del 68, nel corso della prima guerra giudaica, tra l'esercito romano comandato dal generale Vespasiano e i Giudei che si erano ribellati al potere romano nella provincia della Giudea: lo scontro vide una facile vittoria romana e un elevato numero di perdite tra i Giudei, civili inclusi.

## Contesto storico
Nel 66, Nerone, venuto a conoscenza della sconfitta subita in Giudea dal suo legatus Augusti pro praetore di Siria, Gaio Cestio Gallo, colto da grande angoscia e timore, trovò che il solo Vespasiano (il futuro imperatore romano) sarebbe stato all'altezza del compito, e quindi capace di condurre una guerra tanto importante in modo vittorioso.
E così Vespasiano fu incaricato della conduzione della guerra in Giudea, che minacciava di espandersi a tutto l'Oriente. Vespasiano, come prima disposizione, inviò il figlio Tito ad Alessandria d'Egitto, per rilevare la legio XV Apollinaris, mentre egli stesso attraversava l'Ellesponto, raggiungendo la Siria via terra, dove concentrò le forze romane e numerosi contingenti ausiliari di re clienti. Il primo anno di campagna militare vide il comandante romano ottenere una serie consistente di vittorie e sottomettere buona parte dei territori ribelli, ad eccezione di quello intorno a Gerusalemme (e di poche altre regioni), dove nel frattempo era scoppiata una guerra civile tra gli Zeloti ed una fazione favorevole ai sommi sacerdoti ebraici. Vespasiano, giunto ormai l'inverno, preferì attendere gli eventi, fiducioso che la guerra civile sarebbe stata favorevole ai Romani. Questo è quanto Vespasiano disse ai suoi ufficiali:
(Giuseppe Flavio, La guerra giudaica, IV, 6.2.372-373.)
E così, mentre le schiere nemiche si assottigliavano, Vespasiano avrebbe potuto utilizzare un esercito più forte, grazie all'opportunità di poter evitare di combattere e, quindi, di affaticarsi inutilmente. Conveniva, pertanto, lasciare che si sterminassero a vicenda. Gli ufficiali alla fine riconobbero la validità delle argomentazioni di Vespasiano, anche perché la cosa risultò ancor più palese quando un gran numero di disertori cominciarono ad arrivare ogni giorno, eludendo la vigilanza degli Zeloti con gravi disagi e rischi.

### Casus belli
Della guerra civile di Gerusalemme, Vespasiano era informato dai disertori, che spesso si rifugiavano presso i Romani, incitandoli perché si muovessero a soccorrere Gerusalemme. Fu così che Vespasiano si mise in marcia, più che per assediare la città, per liberarla dall'assedio degli Zeloti. Prima però era necessario assoggettare il resto del paese, senza lasciare che nessuna città potesse intralciarne l'assedio. Giunto davanti a Gadara, capitale della Perea, il quarto giorno del mese di Distro (l'attuale mese di febbraio), entrò in città, dopo che i notabili, desiderosi di pace, si erano arresi lasciando che le trattative con i Romani rimanessero segrete agli avversari. Questi ultimi, venuti a conoscenza quando ormai non vi sarebbe stata più alcuna speranza di poter assumere il controllo della città, decisero di fuggire, non senza essersi vendicati uccidendo i responsabili dell'accordo. Catturarono, pertanto, Doleso, primo dei cittadini per dignità e nobiltà, nonché ispiratore delle trattative, e lo uccisero, facendo scempio del cadavere. Giunto, quindi, l'esercito romano, il popolo di Gadara accolse Vespasiano con gioiose acclamazioni, ottenendo dal comandante romano sufficienti garanzie ed un adeguato presidio di cavalieri e fanti a difesa della città. Giuseppe Flavio aggiunge che le mura cittadine, furono abbattute dai cittadini stessi, prima ancora che i Romani lo chiedessero, per confermare così la loro volontà di pace.

## Battaglia
Contro i ribelli fuggiti da Gadara, Vespasiano inviò Giulio Placido con 500 cavalieri e 3 000 fanti, mentre egli stesso col resto delle truppe fece ritorno a Cesarea marittima. Anche in questa circostanza i fuggitivi furono intercettati, poco dopo, nei pressi di un villaggio di nome Bethennabris e attaccati dalle truppe romane, le quali riuscirono a penetrare all'interno del villaggio, saccheggiandolo, incendiandolo e mettendo in fuga, non solo i ribelli ma anche gli abitanti del piccolo centro, i quali presero la strada per Gerico. Placido, confidando nei suoi cavalieri e imbaldanzito dal precedente successo, cominciò l'inseguimento fino al fiume Giordano, nei pressi del quale compì una vera e propria strage di tutti quelli che raggiunse. Avendo compreso che i Giudei non avevano via di fuga, a causa dell'impetuosa corrente del fiume, alimentata dalle recenti piogge, ordinò una carica di cavalleria, fanteria ed artiglieria, ferendone molti e facendone precipitare molti nel fiume. Alla fine furono ben 15 000 i Giudei rimasti uccisi, mentre un numero non calcolabile fucostretto a gettarsi nel Giordano. I prigionieri invece ammontarono a 2 200. Nel bottino raccolto da Placido, vi erano anche numerosi asini, pecore, cammelli e buoi.
(Giuseppe Flavio, La guerra giudaica, IV, 7.6.437.)

## Conseguenze
Il tribuno romano, sfruttando il successo, si rivolse contro le vicine cittadine e villaggi. Occupò, quindi, Abila, Giuliade, Besimoth e tante altre fino al lago Asfaltite, collocando, poi, in ciascuna di queste un presidio formato dai disertori più fidati. Imbarcò, infine, gli uomini e catturò quelli che si erano rifugiati sul lago. Così tutta la Perea fino a Macheronte fu posta sotto il dominio romano.